# Labrisomus nuchipinnis
Labrisomus nuchipinnis is een straalvinnige vissensoort uit de familie van slijmvissen (Labrisomidae). De wetenschappelijke naam van de soort is voor het eerst geldig gepubliceerd in 1824 door Jean René Constant Quoy en Paul Gaimard.  De soort werd ontdekt in de baai van Rio de Janeiro (Brazilië) op de expeditie van de Franse korvetten l'Uranie en la Physicienne van 1817-1820.
De soort komt voor in ondiepe subtropische en tropische kustwateren van de oostelijke en westelijke Atlantische Oceaan.
De vis voedt zich met kleine schaaldieren en slakken. De mannetjes bekommeren zich om de eitjes en verdedigen het nest tegen andere vissen.